# Mali Okič
Mali okič – wieś w Słowenii, w gminie Cirkulane. W 2018 roku liczyła 101 mieszkańców.